# Accord commercial germano-soviétique de 1939
Pour les articles homonymes, voir Accord commercial germano-soviétique.
Pour un article plus général, voir Pacte germano-soviétique.
 Voir le traité sur Wikisource
L’accord commercial germano-soviétique (également appelé accord germano-soviétique sur le commerce et le crédit) était un accord économique entre l'Union soviétique et l'Allemagne nazie où l'Union Soviétique obtenait un crédit de 200 millions de Reichsmark sur 7 ans avec un taux d'intérêt effectif de 4,5 %. La ligne de crédit devait être utilisée au cours des deux années suivantes pour l'achat de biens d'équipement (matériel d'usine, installations, machines et machines-outils, navires, véhicules et autres moyens de transport) en Allemagne et devait être remboursée, à partir de 1946, par la fourniture de matières premières soviétiques. Cet accord fut la première étape vers l'amélioration des relations entre l'Union soviétique et l'Allemagne. Le lendemain de la conclusion de l'accord, l'Union soviétique se trouva engagée dans des combats contre le Japon, dans une campagne militaire victorieuse de quatre semaines en Extrême-Orient. Le pacte germano-soviétique fut signé quatre jours après cet accord, ce dernier revigorant les relations économiques germano-soviétiques qui périclitaient, puis fut adapté et étendu avec l'accord commercial germano-soviétique de février 1940 et l'accord germano-soviétique relatif aux frontières et au commerce en janvier 1941. Tous ces accords prirent fin lorsque l'Allemagne envahit l'Union soviétique en juin 1941, en violation des traités liant les deux pays. Le commerce entre les deux pays avait fourni aux Allemands la plupart des ressources dont ils avaient besoin pour envahir l'Union soviétique.

## Contexte

### Commerce traditionnel et commerce à l'époque pré-nazie
L'Allemagne manquait de ressources naturelles, dont plusieurs des matières premières essentielles nécessaires aux opérations économiques et militaires,. Depuis la fin du XIXe siècle, elle dépendait fortement des importations russes pour ces matériaux stratégiques. Avant la Première Guerre mondiale, l'Allemagne importait chaque année de Russie pour 1,5 milliard de reichsmarks de matières premières et autres marchandises. Ces importations chutèrent après la Première Guerre mondiale. Au début des années 1930, les importations soviétiques diminuèrent, le régime stalinien, plus isolationniste, fit valoir le droit et le respect du traité de Versailles en matière de désarmement. Cela diminua la dépendance de l'Allemagne vis-à-vis des importations soviétiques,.

### Détérioration des relations
La prise de pouvoir du parti nazi accrût les tensions entre l'Allemagne et l'Union soviétique, l'idéologie raciale nazie présentant l'Union soviétique comme peuplée de « sous-hommes » slaves gouvernés par leurs maîtres « judéo-bolchéviques »,. En dépit de la montée des tensions, dans le milieu des années 1930, l'Union soviétique fit des efforts répétés pour rétablir des contacts plus étroits avec l'Allemagne ; ils furent repoussés par Hitler, qui ne souhaitait pas de tels liens politiques. 
Les relations entre les deux pays déclinèrent en 1936, lorsque l'Allemagne soutint les nationalistes espagnols pendant la guerre civile espagnole, tandis que les Soviétiques soutenaient leurs adversaires, les républicains espagnols partiellement dirigés par les socialistes, tandis que l'Allemagne et le Japon avaient signé le pacte anti-Komintern et que les grandes purges soviétiques avaient perturbé la diplomatie soviétique.

### Besoins économiques à la fin des années 1930
À la fin des années 1930, en raison d'une approche économique autarcique et alors qu'une alliance avec la Grande-Bretagne était impossible, l'Allemagne avait besoin d'établir des relations plus étroites avec l'Union soviétique, et pas uniquement pour des raisons économiques. L'Allemagne manquait des fournitures stratégiques, comme le pétrole, les denrées alimentaires, les minerais métalliques et le caoutchouc ; elle comptait sur les fournitures soviétiques ou le transit de fournitures par l'Union soviétique, et avait donc dû se tourner vers la Russie et la Roumanie. En outre, les besoins alimentaires de l'Allemagne augmenteraient encore, si elle conquerrait des nations qui étaient également des importateurs nets de produits alimentaires. Les importations soviétiques de céréales ukrainiennes ou les transbordements soviétiques de soja de Mandchourie pourrait combler le déficit. De son côté, l'Union soviétique avait besoin, à court terme, de matériels militaires et d'armements pour renforcer l'Armée rouge et la marine très affaiblies. Le réseau de transport soviétique était terriblement sous-développé, avec des routes quasi inexistantes et un réseau ferré déjà sollicité au maximum de ses capacités.
Après l'Anschluss, à la mi-1938, la réconciliation économique fut entravée par des tensions politiques et l'hésitation croissante d'Hitler à traiter avec l'Union soviétique. Cependant, les besoins allemands en matières premières stratégiques et les besoins soviétiques en matériels militaires avaient augmenté après les accords de Munich.

## Négociations

### Premiers pourpalers à propos de l'économie et d'autres sujets
En octobre 1938, l'Allemagne chercha à étendre les relations économiques entre les deux pays ; elle présenta un plan aux Soviétiques le 1er décembre 1938. Staline, cependant, n'était pas disposé à vendre sa puissante position de négociation économique au (petit) prix qu'Hitler était alors prêt à offrir. Les Soviétiques étaient prêts à s'engager dans des pourparlers pour discuter d'une nouvelle offre allemande en février et mars 1939 à Moscou. L'Allemagne suspendit les pourparlers à la mi-mars. Quelques jours plus tard, l'Allemagne occupait la Tchécoslovaquie, puis la région de Klaipeda (Memel), ce qui rendait une guerre allemande avec la Pologne beaucoup plus probable.

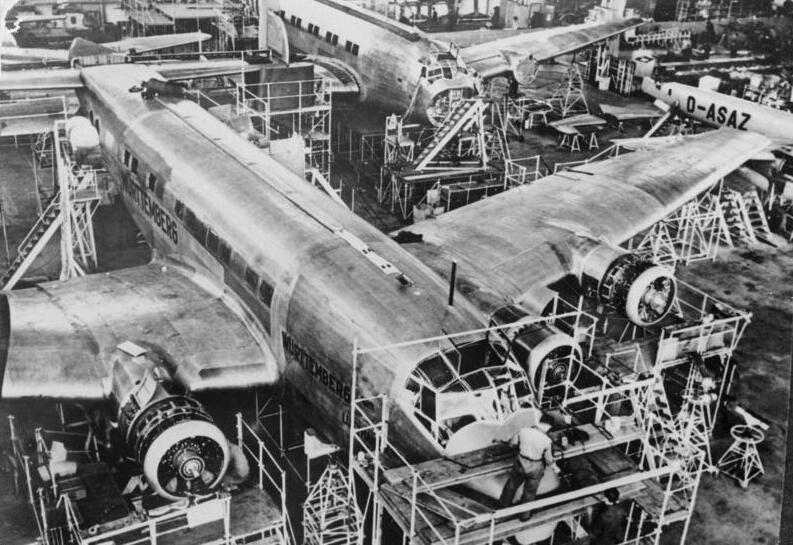
L'avion allemand Junkers Ju 90 développé pour la Deutsche Luft Hansa et utilisé par elle, 1938.

L'Allemagne et l'Union soviétique convinrent de conclure un accord économique tout au long du début de l'année 1939. Au cours du printemps et de l'été 1939, les Soviétiques négocièrent un pacte politique et militaire avec la France et la Grande-Bretagne, tout en discutant dans le même temps, avec les responsables allemands d'un potentiel accord politique germano-soviétique. Le 7 avril, le diplomate soviétique Georgii Astakhov déclara au ministre allemand des Affaires étrangères qu'il n'y avait pas lieu de poursuivre la lutte idéologique germano-soviétique et que les deux pays pouvaient parvenir à un accord. Dix jours plus tard, l'ambassadeur soviétique Alexei Merekalov rencontra le secrétaire d'État allemand Ernst Weizsacker et lui présenta une note demandant le retrait rapide de tous les obstacles pour l'exécution des contrats militaires signés entre l'URSS et la Tchécoslovaquie avant qu'elle ne soit occupée par l'Allemagne. Selon les comptes-rendus allemands, à la fin de la discussion, l'ambassadeur déclara : « qu'il n'existe pour la Russie aucune raison pour laquelle elle ne doit pas vivre avec nous avec des relations normales. Et que ces relations normales pourraient aller de mieux en mieux, ». D'autres sources affirment que ce pourrait être une exagération ou compte-rendu inexact des propos de l'ambassadeur. Immédiatement après la réunion, l'ambassadeur soviétique rentra à Moscou et ne revint jamais en Allemagne.
La probabilité d'une guerre faisait augmenter la production militaire en Allemagne et en Union soviétique. Le troisième plan quinquennal soviétique demandait la prise en compte de grosses quantités de nouvelles technologies et nouveaux équipements industriels. Pendant ce temps, les dépenses militaires allemandes augmentaient pour atteindre 23 % du produit national brut en 1939. Les planificateurs allemands en avril et mai 1939 craignaient que l'arrêt du commerce suédois ne mette fin aux fournitures de minerai de fer. Sans fournitures soviétiques, il avait été estimé que l'Allemagne devait trouver des fournisseurs de substitution pour environ 165 000 tonnes de manganèse et près de 2 millions de tonnes de pétrole par an. L'Allemagne faisait déjà face à des pénuries graves en caoutchouc en raison des refus britannique et néerlandais de commercer. En plus de la dépendance à la graisse alimentaire nationale et aux importations de pétrole, d'autres problèmes alimentaires avaient fait leur apparition du fait de la pénurie de main-d'œuvre dans le secteur agricole, ce qui a nécessité de faire travailler des écoliers et des étudiants. Le 8 mai, les autorités allemandes estimait que l'Allemagne disposait de réserves pétrolières pour seulement 3,1 mois.
Dans le cadre de la poursuite des discussions économiques, le 17 mai, Astakhov dit à un officiel allemand qu'il voulait réaffirmer « dans le détail qu'il n'y avait aucun conflit dans la politique étrangère entre l'Allemagne et la Russie soviétique et qu'il n'y avait donc aucune raison d'inimitié entre les deux pays ». Trois jours plus tard, le 20 mai, Molotov dit à l'ambassadeur allemand à Moscou qu'il ne voulait plus discuter que des questions économiques, et qu'il était nécessaire d'établir une « base politique, », que les autorités allemandes ont vu comme une « invitation implicite » et une « convocation virtuelle à un dialogue politique ». Le 26 mai, les autorités allemandes craignaient que les Soviétiques ne réagissent favorablement aux propositions de la Grande-Bretagne et la France. Le 30 mai, l'Allemagne orienta ses diplomates à Moscou vers « des négociations définitives avec l'Union soviétique ». Les discussions qui ont suivi ont été conduites par le biais de la négociation économique, parce que les besoins économiques des deux parties étaient considérables et parce que les discussions militaires et diplomatiques rapprochées avaient été rompues au milieu des années 1930 après la création du pacte antikomintern et la guerre civile espagnole, ne laissant, comme seul moyen de communication, que ces négociations.

### Signaux contradictoires

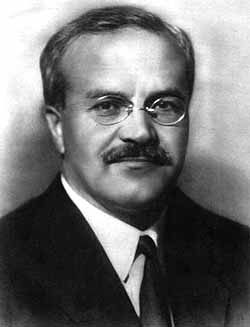
Viatcheslav Molotov.

La position soviétique demeurait cependant confuse. Le 31 mai, le discours de Molotov semblait être positif, alors que le 2 juin, le commissaire soviétique au Commerce extérieur Mikoyan dit à un officiel allemand que Moscou « avait perdu tout intérêt dans ces négociations [économiques], à la suite de la procrastination allemande initiale ». Le 15 juin, l'ambassadeur soviétique eut une discussion avec l'ambassadeur de Bulgarie à Berlin, Purvan Draganov, qui servait d'intermédiaire officieux lors des négociations avec les Allemands. L'ambassadeur soviétique expliqua qu'un accord avec l'Allemagne était mieux adapté aux besoins soviétiques qu'un accord avec la Grande-Bretagne et la France ou que des négociations infructueuses ne débouchant sur aucune transaction. Draganov informa promptement le ministère allemand des Affaires étrangères de la conversation. Sept jours plus tôt, les Soviétiques étaient convenus qu'un haut fonctionnaire allemand viendrait à Moscou pour poursuivre les négociations qui se tiendrait à Moscou le 3 juillet. Par la suite, des entretiens officiels commencèrent à Berlin le 22 juillet.
Pendant ce temps, dans l'espoir d'arrêter la machine de guerre allemande, en juillet, la Grande-Bretagne a mené des discussions avec l'Allemagne au sujet d'un potentiel plan pour renflouer l'économie allemande fortement endettée d'un coût d'un milliard de livres en échange de la fin du programme d'armement allemand. La presse britannique révéla l'histoire et l'Allemagne finalement rejeta l'offre.

### Aborder les hostilités passées et finaliser les accords
Le 25 juillet, l'Union soviétique et l'Allemagne étaient très près de finaliser les termes d'un accord économique. Le 26 juillet, au cours du dîner, les Soviétiques acceptèrent une proposition d'agenda en trois étapes qui comprenait d'abord un ordre du jour économique et « un nouvel arrangement qui prendrait en compte les intérêts politiques vitaux des deux parties ». Le 1er août, les Soviétiques mirent en avant deux conditions avant que les négociations politiques ne puissent commencer : la signature d'un nouveau traité économique et la cessation des attaques antisoviétiques des médias allemands. Les Allemands acceptèrent immédiatement. Deux jours plus tard, le ministre des Affaires étrangères allemand Joachim von Ribbentrop présenta un plan où les pays seraient d'accord pour ne pas intervenir dans les affaires de l'autre partie et pour renoncer aux mesures visant les intérêts vitaux de l'autre camp et « qu'il n'y avait pas de problème, de la Baltique et la mer Noire, qui ne pourrait être résolu entre nous deux,, ».

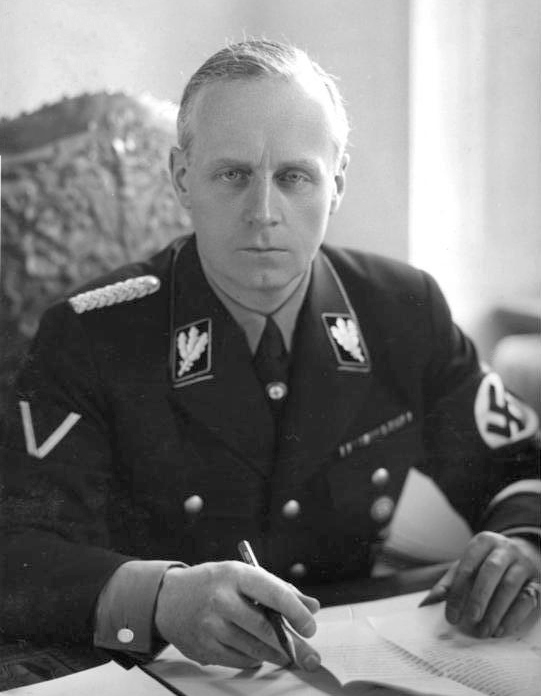
Joachim von Ribbentrop assis à son bureau.

Les Allemands discutaient avant les hostilités entre les deux pays, dans les années 1930. Ils abordaient leur terrain commun de l'anticapitalisme, en déclarant « il y a un élément commun dans l'idéologie de l'Allemagne, de l'Italie et de l'Union soviétique : l'opposition aux démocraties capitalistes, », « ni nous, ni l'Italie n'avons quelque chose en commun avec le capitaliste occidental » et « il nous semble peu naturel qu'un état socialiste puisse se tenir du côté des démocraties occidentales ». Les Allemands expliquaient que leur hostilité envers le bolchevisme soviétique d'avant avait disparu avec les changements dans le Komintern et la renonciation soviétique de la révolution mondiale. Astakhov qualifia la conversation d'« extrêmement importante ».
L'Allemagne avait prévu l'invasion de la Pologne pour le 25 août et se préparait à la guerre contre la France ; les planificateurs de guerre allemands estimèrent en août que, avec un blocus naval britannique attendu et l'hostilité de l'Union soviétique, l'Allemagne ne parviendrait pas à atteindre ses besoins de mobilisation de guerre de 9,9 millions de tonnes de tonnes de pétrole et 260 000 tonnes de manganèse. À cette époque, l'Allemagne importait encore de 20 % de ses denrées alimentaires, 66 % de son pétrole et 80 % de son caoutchouc. Elle ne disposait en stock que deux à trois mois de caoutchouc et de trois à six mois d'approvisionnement en pétrole. En raison du blocus naval prévisible, l'Union soviétique allait devenir son seul fournisseur pour de nombreux produits.
Le 5 août, les officiels soviétiques déclarèrent que la conclusion de l'accord commercial était cruciale pour de nouvelles négociations politiques. Hitler en personne prit son téléphone pour mettre fin aux discussions économiques, et conclure un accord. Le 10 août, les pays travaillèrent sur les derniers détails techniques mineurs, mais les Soviétiques retardèrent la signature de l'accord économique pendant près de dix jours jusqu'à ce qu'ils soient sûrs qu'ils avaient également obtenu un accord politique. L'ambassadeur soviétique expliqua que les Soviétiques avaient commencé leurs négociations avec les Britanniques « sans grand enthousiasme » à un moment où ils sentaient que l'Allemagne ne parviendrait pas « à aboutir à une entente », et les négociations parallèles avec les Britanniques ne pouvaient pas être simplement rompues alors qu'elles avaient été engagées après « mûre réflexion ». Pendant ce temps, toutes les études militaires et économiques allemandes étaient arrivées à la conclusion que l'Allemagne ne saurait être victorieuse sans, au minimum, la neutralité soviétique. Le haut commandement de la Wehrmacht publia un rapport affirmant que l'Allemagne ne pouvait être à l'abri d'un blocus qu'avec une coopération économique étroite avec l'Union soviétique.

## Accord germano-soviétique

### Accord économique

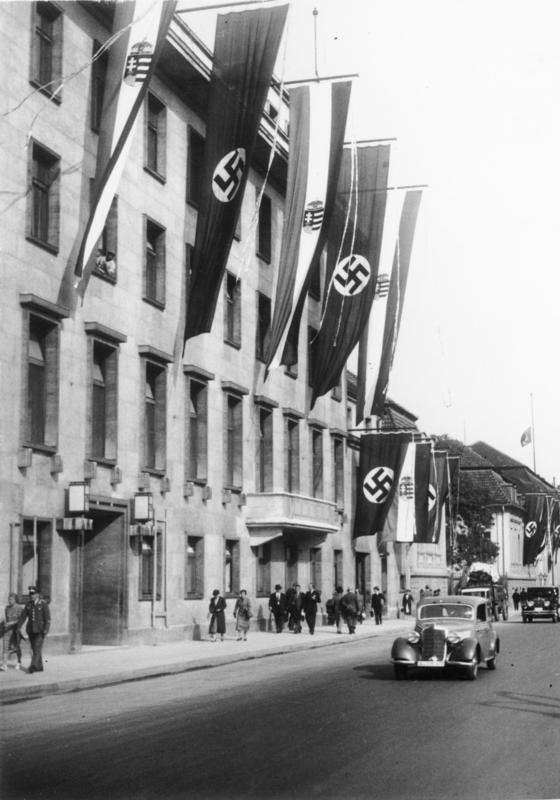
La chancellerie du Reich à Berlin.

Alors que le traité était prêt le 19 août à 16 h, les Soviétiques annoncèrent qu'ils ne pouvaient pas signer ce jour-là, inquiétant les autorités allemandes, leur faisant penser que les Soviétiques retardaient la signature pour des raisons politiques. Lorsque l'agence TASS publia un rapport sur les pourparlers franco-britannico-soviétique qui butaient sur l'Extrême-Orient et sur des « questions tout à fait différentes, l'Allemagne pris cela comme un signal que la négociation était toujours possible et espéra parvenir à un accord avec les Soviétiques ». Le 20 août à 2 heures du matin, l'Allemagne et l'Union soviétique signèrent l'accord de commerce, daté du 19 août, permettant à Berlin de fournir certains équipements militaires et civils allemands en échange de matières premières soviétiques,.
L'accord couvrait les échanges « courants », les Soviétiques devant livrer 180 millions de marks en matières premières en contrepartie de quoi l'Allemagne s'engageait à fournir 120 millions de reichsmarks de biens industriels allemands,,. Selon cet accord, l'Allemagne accordait également à l'Union soviétique, un crédit d'achat de 200 millions de marks sur 7 ans, financé par la Golddiskontbank (de) (Banque d'Escompte Or, allemande). Le crédit devait servir à financer les « nouvelles commandes » soviétique en Allemagne incluant des machines, des produits manufacturés, du matériel de guerre et des monnaies fortes. Ce prêt serait garanti à 100 % par le gouvernement allemand, avec un taux d'intérêt de 5 %. Toutefois, l'accord contenait un « protocole confidentiel » spécifiant que le gouvernement allemand devrait rembourser 0,5 % de l'intérêt, soit un taux effectif de 4,5 %. Les conditions du prêt étaient extrêmement favorables : 1,5 à 2,5 % inférieure à celle des taux d'actualisation des lignes de crédit des années 1920 et au début des années 1930. L'Union soviétique commencerait à rembourser le prêt avec des matières premières sept ans plus tard (début 1946).

### Accord politique et protocole secret

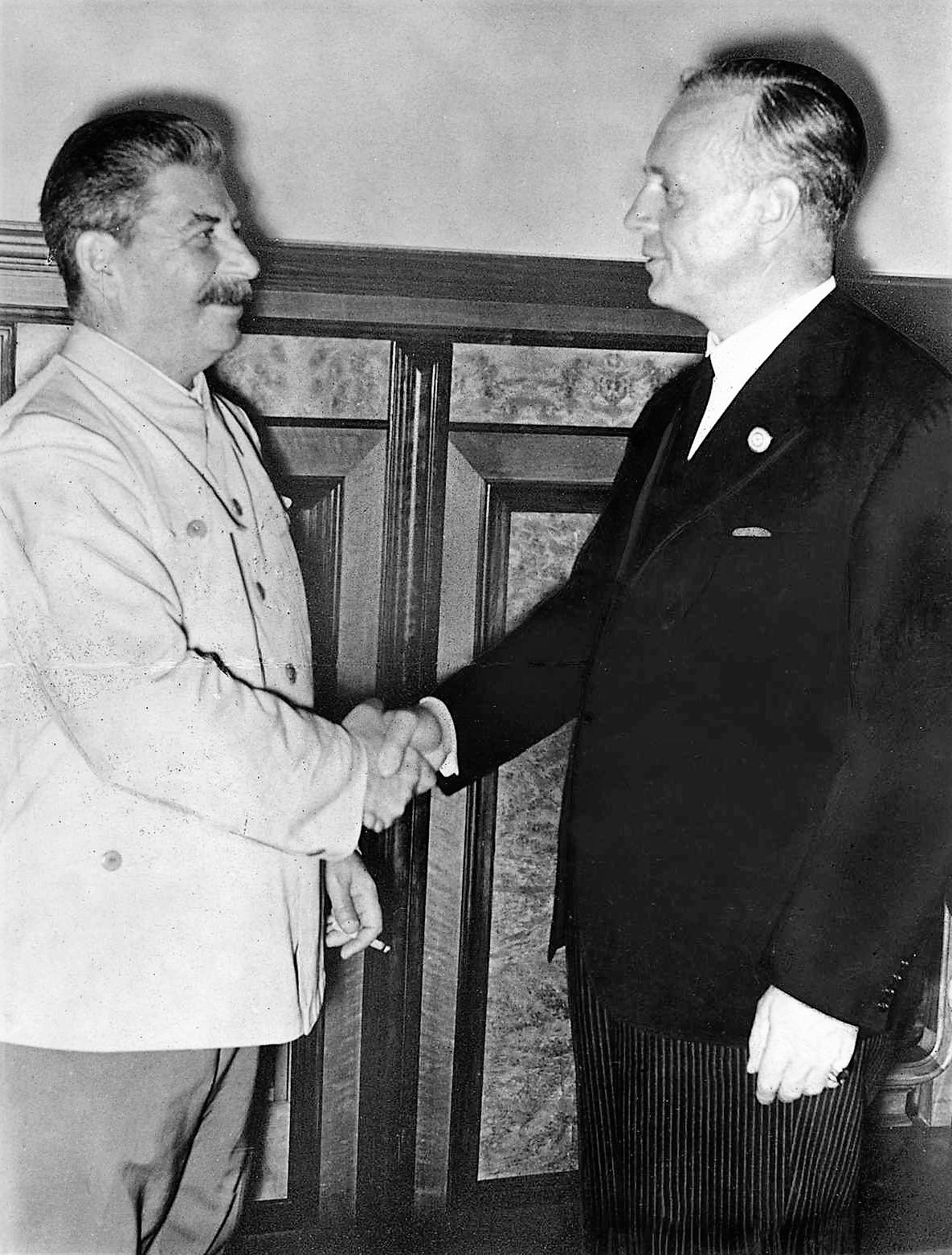
Von Ribbentrop et Staline lors de la signature du pacte.

Karl Schnurre, membre du ministère allemand des Affaires étrangères, notait à l'époque que « la circulation des marchandises prévue par l'accord pourrait donc atteindre un total de plus d'un milliard de marks pour les prochaines années ». Schnurre écrivit également « qu'indépendamment de l'aspect économique du traité, son importance réside dans le fait que les négociations ont également servi à renouer des contacts politiques avec la Russie et que la convention de crédit a été considérée par les deux parties comme la première étape décisive dans la réorganisation des relations politiques entre les deux pays ». La Pravda publia un article le 21 août déclarant que l'accord commercial du 19 août "pouvait apparaître comme une étape sérieuse dans l'amélioration des relations non seulement économiques, mais aussi politiques, entre l'URSS et l'Allemagne. Molotov écrivit dans la Pravda que l'accord du 19 août était « meilleur que tous les traités antérieurs » et « nous n'avons jamais réussi à conclure un accord économique aussi favorable avec la Grande-Bretagne, la France ou tout autre pays ».
Tôt dans la matinée du 24 août, l'Union soviétique et l'Allemagne signèrent l'accord politique et militaire qui accompagnait l'accord commercial, le pacte Molotov-Ribbentrop. Le pacte est un accord de non-agression mutuelle entre les deux pays. Il contenait des protocoles secrets prévoyant une répartition des états d'Europe du Nord et de l'Est en « sphères d'influence » allemande et soviétique. À l'époque, Staline considérait l'accord commercial comme plus important que le pacte de non-agression.
Lors de la signature, Ribbentrop et Staline apprécièrent les conversations chaleureuses, échangèrent des toasts et abordèrent les hostilités antérieures entre les pays dans les années 1930. Ils qualifièrent la Grande-Bretagne, comme cherchant toujours à perturber les relations germano-soviétiques, convinrent que le pacte anti-Komintern ne visait pas l'Union soviétique, mais en réalité, les démocraties occidentales et « effrayait principalement la City de Londres [c'est-à-dire les financiers britanniques] et les commerçants anglais ».
En 2010, Timothy Snyder faisait le lien entre l'amélioration des relations germano-soviétiques en 1939 et l'objectif de Staline de perturber le pacte antikomintern et de mener la guerre contre le Japon. Snyder déclara :

« Le 20 août 1939, Hitler envoya un message personnel à Staline pour lui demander de recevoir Ribbentrop au plus tard le 23. Ribbentrop partit pour Moscou où, comme Orwell et Koestler le notèrent tous deux, des croix gammées ornaient l'aéroport de la capitale de la patrie du socialisme. Ceci, le choc idéologique final qui séparait Koestler du communisme, était vraiment un signe que l'Union soviétique n'était plus un État idéologique. Les deux régimes trouvèrent immédiatement un terrain d'entente dans leur aspiration mutuelle à détruire la Pologne [...] L'Union soviétique avait accepté d'attaquer la Pologne avec l'Allemagne  [...] En août et septembre 1939, Staline étudiait les cartes non seulement de l'est de l'Europe, mais de l'Asie orientale. Il avait trouvé une occasion d'améliorer la position soviétique en Extrême-Orient… Staline pouvait maintenant avoir l'assurance qu'aucune attaque germano-polonaise ne viendrait de l'ouest  [...] Les Soviétiques (et leurs alliés mongols) attaquèrent les forces japonaises (et le Mandchoukouo fantoche) [...] le 20 août 1939. La politique de Staline d'un rapprochement avec Berlin, 23 août 1939, était également dirigée contre Tokyo. Le pacte Molotov-Ribbentrop entre l'Allemagne et l'Union soviétique, signé trois jours après l'offensive, rendit caduc le pacte anti-Komintern entre l'Allemagne et le Japon. Même plus que la défaite sur le champ de bataille, l'alliance soviético-nazie eut l'effet d'un séisme politique à Tokyo. Le gouvernement japonais tomba, de même que plusieurs autres dans les mois qui suivirent. Alors que l'Allemagne semblait avoir choisi l'Union soviétique plutôt que le Japon comme allié, le gouvernement japonais se trouva dans une situation inattendue et confuse [...] si l'accord entre Moscou et Berlin tenait, l'Armée Rouge serait en mesure de concentrer ses forces en Asie plutôt qu'en Europe  [...] Hitler avait libéré les mains de Staline en Asie, et les Japonais ne pouvaient qu'espérer qu'Hitler trahirait son nouvel ami  [...] Lorsque l'Armée rouge vainquit les Japonais, le 15 septembre, Staline avait obtenu exactement le résultat qu'il voulait  [...] Il avait remplacé le spectre d'un encerclement germano-polono-japonais de l'Union soviétique avec un très réel encerclement germano-soviétique de la Pologne, une alliance qui isolait le Japon. »

## Évènements ultérieurs et commerce total

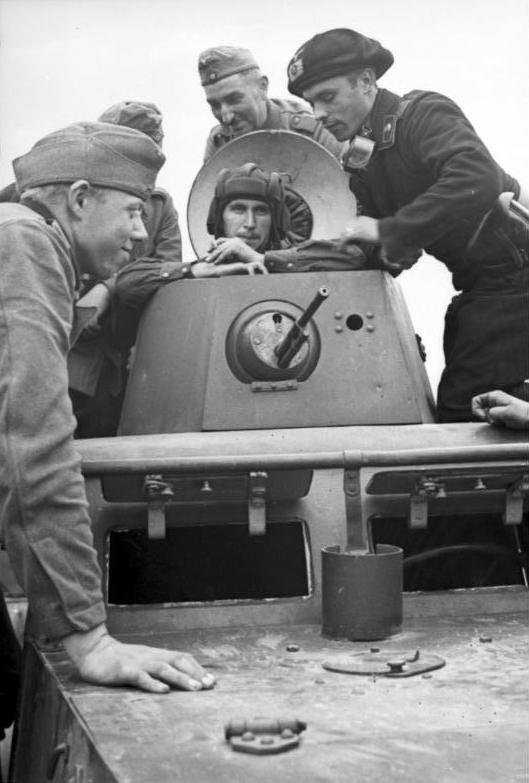
Discussions entre soldats allemands et soviétiques à Brest (20 septembre 1939)

Après l'invasion allemande de la Pologne, le ministère britannique de la guerre économique vit le jour le 3 septembre 1939, pour gérer le blocus économique de l'Allemagne En avril 1940, la Grande-Bretagne se rendit compte que le blocus ne semblait pas fonctionner à cause de failles dans le blocus, deux grands « trous » en Mer Noire et en Méditerranée créés par plusieurs pays neutres, dont l'Italie.
|      | URSS | Pologne & Dantzig | Finlande | Estonie | Lettonie | Lituanie |
| 1939 | 52,8 | 140,8             | 88,9     | 24,3    | 43,6     | 27,8     |

Le 17 septembre, l'Armée rouge envahit la Pologne orientale et occupa le territoire polonais qui produisait jusqu'à 70 pour cent de la production de pétrole de la Pologne avant-guerre.
En octobre, trois partenaires commerciaux de l'Allemagne – les pays baltes – l'Estonie, la Lettonie et la Lituanie – n'eurent d'autre choix que de signer un soi-disant pacte de défense et d'assistance mutuelle qui permit à l'Union soviétique de stationner des troupes sur leurs territoires.
Des tensions entre l'Allemagne et l'Union soviétique apparurent également lors de l'invasion soviétique de la Finlande en novembre 1939. Plusieurs navires marchands allemands furent endommagés.
L'Allemagne et l'Union soviétique poursuivirent les négociations économiques, militaires et politiques tout au long de la dernière moitié de 1939, jusqu'à un accord commercial germano-soviétique beaucoup plus étendu ait été signé le 11 février 1940,. En vertu de cet accord, l'Union soviétique est devenue un important fournisseur de matières premières essentielles pour l'Allemagne, incluant le pétrole, le manganèse, le cuivre, le nickel, le chrome, le platine, le bois et les céréales.
Ils reçurent également des quantités considérables d'autres matières premières vitales, y compris de minerai de manganèse, et un million de tonnes de soja de Mandchourie transitant par l'Union soviétique. Le 10 janvier 1941, les deux pays signèrent un accord additionnel modifiant l'accord commercial de 1940, rectifiant des frontières et résolvant d'autres conflits mineurs.

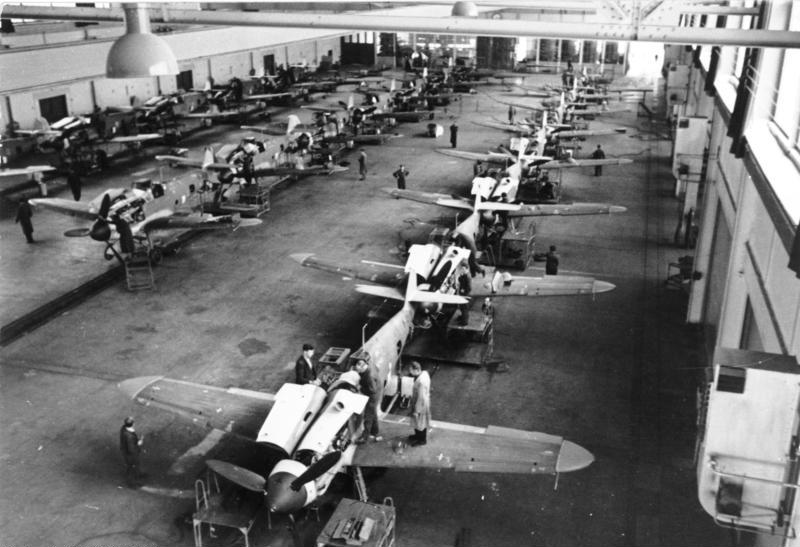
Site de production du Messerschmitt Bf 109G-6.

Pendant la première période de l'accord de 1940 (11 février 1940 au 11 février 1941) et du second (11 février 1941 jusqu'à la rupture du pacte), l'Allemagne avait reçu d'énormes quantités de matières premières, dont plus de,
- 1 600 000 tonnes de céréales
- 900 000 tonnes de pétrole
- 200 000 tonnes de coton
- 140 000 tonnes de manganèse
- 200 000 tonnes de phosphates
- 20 000 tonnes de minerai de chrome
- 18 000 tonnes de caoutchouc
- 100 000 tonnes de fèves de soja
- 500 000 tonnes de minerais de fer
- 300 000 tonnes de ferrailles et fonte brute
- 2 000 kg de platine

En août 1940, les exportations soviétiques représentaient plus de 50 % du total des importations de l'Allemagne, qui avaient diminué à cette époque à 20 400 tonnes.
La coopération pris fin lorsque l'Allemagne lança l'opération Barbarossa et envahit l'Union soviétique, le 22 juin 1941. Les différentes fournitures que l'URSS expédia en Allemagne de 1939 à 1941 dans des proportions significatives, devaient être compensées ou obtenues par l'augmentation des importations provenant d'autres pays.
Sans les livraisons soviétiques de ces matières premières majeures, l'Allemagne aurait à peine eu la capacité nécessaire de mener son attaque contre l'Union soviétique, et encore moins d'envisager la victoire, même en se rationnant plus sévèrement.